# Bambalina
Bambalina is een geslacht van vlinders van de familie van de zakjesdragers (Psychidae). De wetenschappelijke naam van dit geslacht is voor het eerst voorgesteld door Frederic Moore in een publicatie uit 1883.

## Soorten
- Bambalina consortus (Templeton, 1846)
- Bambalina africa Bourgogne, 1984